# Stutzheim-Offenheim
Stutzheim-Offenheim, deutsch Stützheim-Offenheim, ist eine französische Gemeinde mit 1647 Einwohnern (Stand 1. Januar 2021) im Département Bas-Rhin in der Region Grand Est (bis 2015 Elsass). Am 1. Januar 2015 wechselte die Gemeinde vom Arrondissement Strasbourg-Campagne zum Arrondissement Saverne. Stutzheim-Offenheim liegt im Kochersberg an der Departementsstraße 41 zwischen Wiwersheim und Oberhausbergen. Am 15. Juli 1976 fusionierten die beiden Dörfer Stutzheim (dt. Stützheim) und Offenheim zur Gemeinde Stutzheim-Offenheim. Die Gemeinde ist Mitglied der Communauté de communes du Kochersberg.

## Bevölkerungsentwicklung
| Jahr      | 1962 | 1968 | 1975 | 1982 | 1990 | 1999 | 2005 | 2012 | 2017 |
| Einwohner | 451  | 469  | 535  | 634  | 982  | 1426 | 1501 | 1429 | 1455 |